# Neocamptomorpha araucariae
Neocamptomorpha araucariae är en mångfotingart som beskrevs av Christoph D. Schubart 1953. Neocamptomorpha araucariae ingår i släktet Neocamptomorpha och familjen Chelodesmidae. Utöver nominatformen finns också underarten N. a. aspera.